# Джонсон, Эбби
Эбби Джонсон (англ. Abby Johnson, род. 11 июля 1980, Техас, США) — американская активистка антиабортного движения. Бывший директор одной из клиник «Планирования семьи». Руководитель организации «И никого не стало», помогающей работникам клиник по совершению абортов сменить профессию. Автор книги «Незапланированная», по которой в 2019 году был снят одноимённый фильм.

## Биография
Эбби выросла в консервативной семьеюжных баптистов в городе Рокдейл, Техас. Там же окончила старшую школу.
Получила степень бакалавра наук в области психологии в Техасском университете A&M и степень магистра искусств в Государственном университете Сэма Хьюстона.

### В «Планировании семьи»
В 2001—2009 годах Джонсон работала в клинике «Планирования семьи» в Брайане, Техас: два года волонтёром, затем оплачиваемым сотрудником. В 2008—2009 годах занимала должность директора этой клиники.
В ходе своей деятельности она регулярно сталкивалась с местной группой противников абортов из «Объединения за жизнь», регулярно пикетировавших клинику и дома её сотрудников. В интервью на радио Джонсон сообщала, что ей приходят по почте угрозы убийством.

### Разрыв с «Планированием семьи»
По словам самой Джонсон, в сентябре 2009 года из-за нехватки персонала в клинике она была приглашена для ассистирования при аборте, совершаемом на 13-й неделе беременности. Этот момент Джонсона называет своим «духовным пробуждением»: после него она стала воспринимать аборт как убийство ребёнка.
Через девять дней Джонсон уволилась из «Планирования семьи», заявив, что больше не желает помогать женщинам в совершении аборта. Журналисты изданий Texas Monthly и The Texas Observer поставили под сомнение достоверность истории её ухода из клиники

### В антиабортном движении
Через несколько недель после своего увольнения Джонсон стала волонтёром «Объединения за жизнь», несмотря на то, что некоторые его активисты поначалу отнеслись к ней с предубеждением. Она принимала участие в пикетировании клиники, добиваясь её закрытия.
В январе 2011 года Джонсона выпустила книгу «Незапланированная», которую позиционирует как автобиографическую и описывающую свою деятельность в «Планировании семьи» и последующий переход в антиабортное движение.
С 2012 года Джонсон возглавляет организацию «И никого не стало», помогающей работникам клиник по совершению абортов сменить профессию, оказывая временную финансовую помощь и психологическую поддержку.
В 2016 году вышла вторая книга Джонсон, «Стены говорят», представляющая собой сборник жизненных историй бывших работников клини по совершению абортов.
В 2019 году «Незапланированная» легла в основу одноимённого драматического фильма с актрисой Эшли Брэтчер в роли Джонсон. Кинокартина собрала в прокате $21 млн при бюджете в $6 млн. Фильм вызвал резкую критику и был охарактеризавон как пропагандистский.

## Политические и религиозные взгляды
Джонсон выступает против абортов, эвтаназии и смертной казни, а также является противником контрацепции.
Джонсон высказывается за «феминизм нового типа», утверждая, что «аборт эксплуатирует женщин».
Воспитанная в своей семье как южная баптистка, Джонсон покинула баптистскую церковь из-за работы в клинике. Через два года она вместе с мужем Дагом Джонсоном присоединилась к Епископальной церкви, занимающей среди основных протестантских деноминаций самую либеральную позицию в отношении абортов. В 2012 году Джонсоны перешли в католицизм.
В прошлом состояла в Демократической партии, была активистом «Техасских демократов-женщин».
В 2017 году Джонсон приняла участие в Марше женщин в Вашингтоне.
В одном из своих обращений Джонсон призвала отказаться от некоторых вакцин против COVID-19 из-за того, что в них якобы имеются фетальные клетки, полученные в результате аборта.

## Личная жизнь
Первый муж — Марк, с ним Эбби познакомилась время учёбы в колледже и развелась в 2003 году. По собственному заявлению, в первом браке она сделала два аборта — до свадьбы и после.
Второй муж — Даг Джонсон, в браке с 2005 года, у них восемь детей.